# Elisa Bridges
Elisa Bridges (ur. 24 maja 1973, zm. 7 lutego 2002) – amerykańska aktorka, modelka.
Bridges była modelką Playboya oraz została wybrana Playmate of the Month w grudniu w 1994 roku, oraz we wrześniu w 1996 roku. Brała udział w wielu produkcjach video z Playboy Home Video od 1996 do 2000 roku.
Elisa Bridges zmarła w luksusowej willi Edwarda Nahema 7 lutego 2002 roku.